# Radulodon cirrhatinus
Radulodon cirrhatinus är en svampart som beskrevs av Hjortstam & Spooner 1990. Radulodon cirrhatinus ingår i släktet Radulodon och familjen Meruliaceae.   Inga underarter finns listade i Catalogue of Life.